# Rol·ló
Rol·ló (en danès i noruec: Rollo, en francès: Rollon) (vers 860-vers 932) va ser un capitost viking que esdevingué el primer duc de Normandia (911-927).

## El seu nom
El nom Rol·ló és una llatinització de Hrólfr, una paraula de l'idioma nòrdic antic que encara es pot trobar en persones d'origen islandès i que va derivar en l'actual Rolf que es fa servir als països escandinaus. Està format per la unió de les paraules hrod ('renom') i wulf ('llop'). En la Gesta Danorum del segle xii apareix escrit com Roluo, però els escrits històrics noruecs el citen com Rou o Rouf i els francs com Rodoulf i de vegades Raul.

## Els orígens

Els viatges de Rol·ló abans d'establir-se a Normandia

El cronista Dudon de Saint-Quentin parla a la seva De moribus et actis primorum Normannorum ducum d'un noble d'origen danès, el qual tenia dos fills: Gurim i Rol·ló. A la mort d'aquest senyor, Gurim va ser assassinat i Rol·ló expulsat. Guillem de Jumièges també l'esmenta en la seva Gesta Normannorum Ducum i en diu que era originari de Faxe, una localitat danesa. Una altra font per al seu estudi és l'obra del poeta Robert Wace, escrita uns tres-cents anys després, i que esmenta els dos germans Gurim i Rol·ló.
L'Orkneyinga saga, és un poema antic que narra la història de les illes  Orkney i que també coincideix explicant el mateix origen de Rol·ló.
Tant els historiadors noruecs com els islandesos l'identifiquen amb Hrolf el Caminant, un fill de Rognvald Eysteinsson, comte de Møre a Noruega i una figura clau en la creació del comtat d'Orkney (actual Escòcia). Aquest comte es va enemistar amb el rei Harald I de Noruega i va decidir independitzar-se i va establir-se al nord de França.
El monjo benedictí i historiador Geoffrey Malaterra només diu dels seus orígens que procedia de Noruega.
Malgrat totes aquestes fonts històriques, els historiadors noruecs i danesos dels segles xix i xx van estar disputant-se el seu origen, sense quedar la qüestió resolta.
Una tercera teoria li atribueix un origen finlandès, segons la qual seria un membre de la dinastia Yngling i la informació provindria del llibre Flateyjarbók.

## Establiment a França

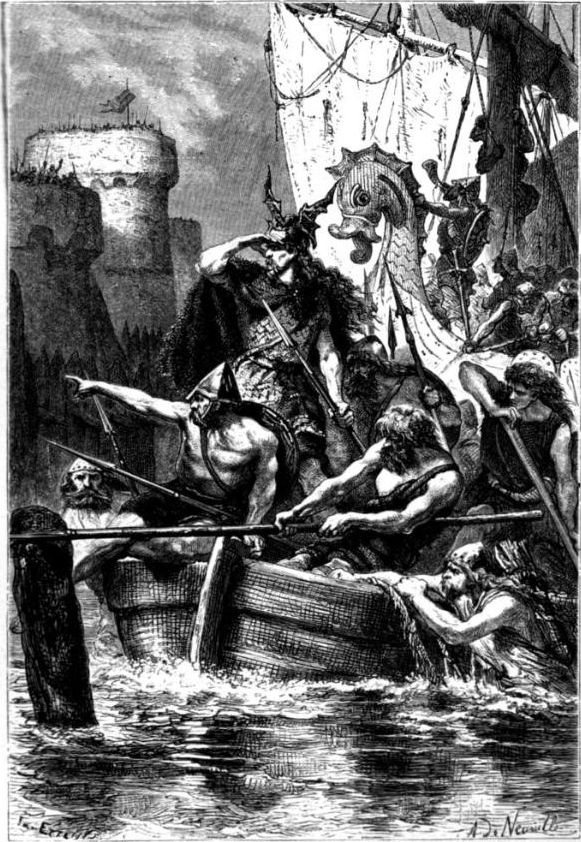
Els vikings atacant la costa gal·la.

L'any 885 una incursió de vikings, dirigida per un cabdill anomenat Siegfrid, va atacar la costa nord de la Gàl·lia, en la qual hi va participar Rol·ló. Segons la llegenda, el rei dels francs va enviar un missatger i va preguntar qui manava entre ells per tal de saber amb qui negociar, però li van contestar que cadascú era amo de si mateix i no tenien ningú que els manés. Quan Siegfried, després d'haver saquejat tot el que va voler fins a arribar a París, va començar la retirada, Rol·ló es va quedar a la rereguarda i finalment es va separar del grup per a continuar saquejant per terres de Borgonya. L'historiador Douglas creu que no va arribar a territori francès fins a l'any 905.
El que sí que és cert és que una colla de vikings liderats per Rol·lo es van establir a l'actual nord de França (en aquell temps, Regne dels Francs Occidentals), on se'ls va anomenar "normands". L'any 911 els normands van assetjar la ciutat de Chartres. El bisbe de la ciutat va fer una crida als cavallers francs perquè anessin a socórrer els seus habitants. El van assistir Robert, marquès de Nèustria, Ricard, duc de Borgonya i Manassès, comte de Dijon. El 20 de juliol els francs van assolir la victòria

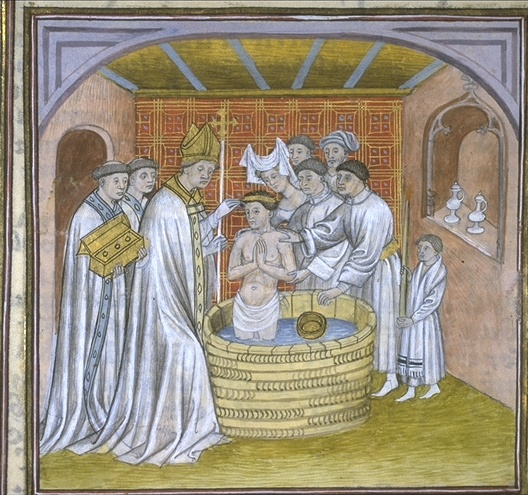
Bateig de Rol·ló

Amb aquesta derrota, Rol·ló es va veure obligat a negociar amb Carles III el Simple, el rei dels francs, arribant a un acord que es coneix com el Tractat de Saint-Clair-sur-Epte. A Rol·ló se li va conferir el govern i la vigilància d'una part de Nèustria, que des de llavors es diria Normandia, com si es tractés d'un duc al servei dels francs. Només se li va demanar que a canvi es convertís al cristianisme i que la seva gent mantingués una convivència pacífica amb els francs.
Per tal de segellar el tractat, Rol·ló es va casar amb una suposada filla bastarda del rei franc, de nom Gisela.
Rol·ló va complir amb el pacte. L'any següent, el 912, es va batejar amb el nom de Robert i es convertí al cristianisme com un pas més cap a la integració com a vassall franc; però encara que no va atacar els francs, va fer servir el seu establiment de la Normandia com a punt de partida per a continuar fent pirateria, aquesta vegada contra Flandes (en aquell temps territori dels francs orientals).

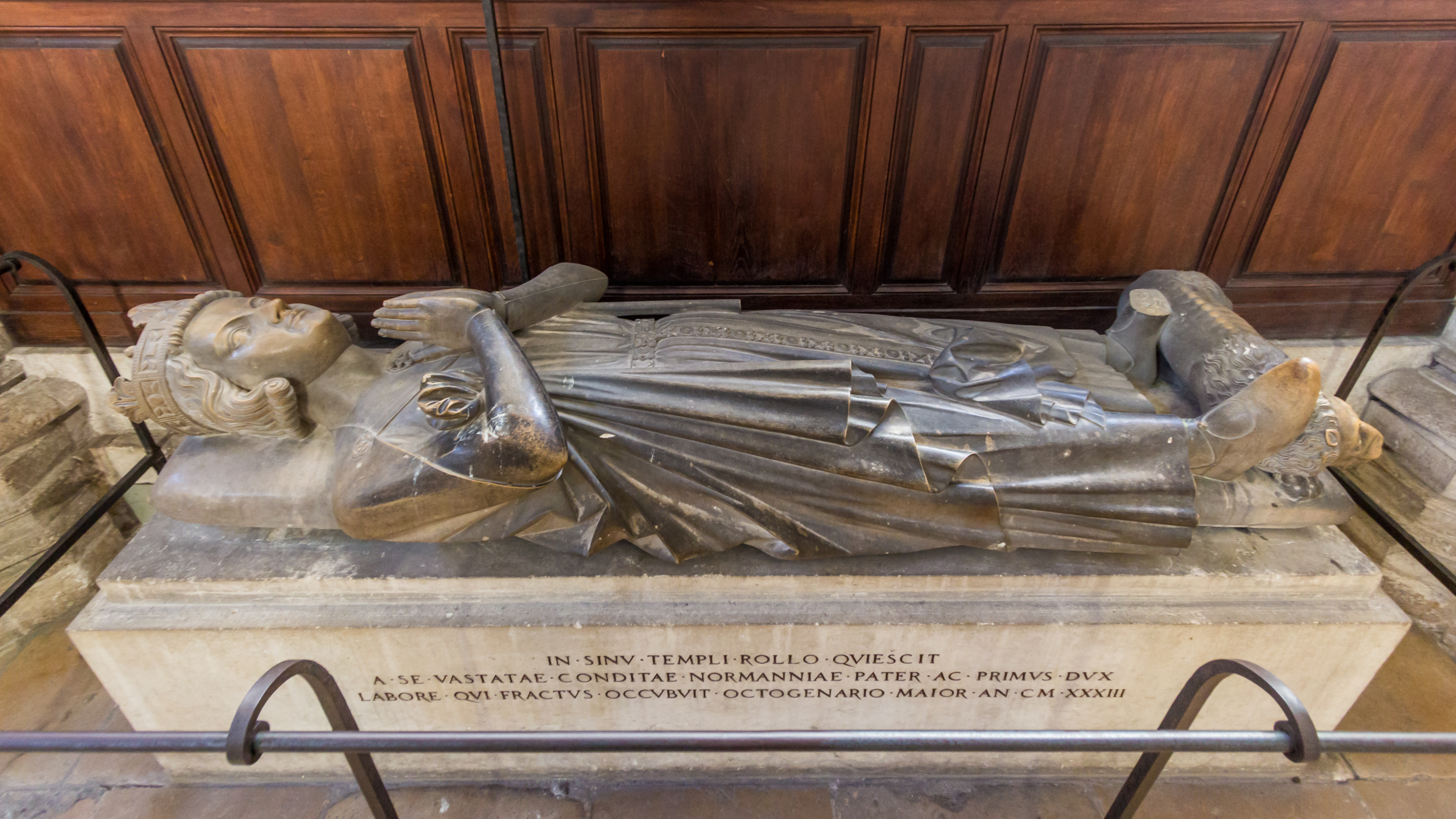
Tomba de Rol·ló a la catedral de Rouen

Després de la mort de Carles III l'any 922, Rol·ló va considerar que el tractat ja no tenia validesa i va pactar novament amb Robert I de França, de qui va aconseguir els territoris de Le Mans i Bayeux.
L'any 927 abdicà a favor del seu fill Guillem, i morí uns anys després. Va ser enterrat a la catedral de Rouen, però la sepultura actual és de l'any 1944, ja que la primera va ser destruïda.

## Matrimonis i descendència

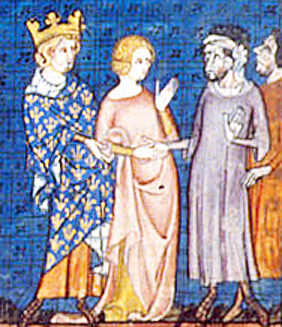
Imatge del representant el rei Carles oferint la mà de Gisela

Es coneix l'existència de dues esposes:
1. Poppa, esmentada pel cronista Dudo de Saint-Quentin, la qual era filla del Comte Berenger, obtinguda per rapte en un atac a Bayeux. Probablement un matrimoni segons la llei dels vikings Els seus fills van ser:
- Guillem Espasallarga, nascut a "ultramar".
- Gerloc, rebatejada com Adela i casada amb Guillem III, duc d'Aquitània.[16]
- Potser una tercera filla de nom Kadlin, esmentada per l'historiador, filla de Ganger Hrolf, un dels noms tradicionalment atribuïts a Rol·ló. Es va casar amb un rei escocès anomenat Bjola.
- Midbjorg, una filla que li van raptar i es va casar amb Helgi Ottarson.

La segona esposa Gisela de França (morta el 919). Segons Pierre Baudin no és clar si era filla del rei Carles III o si en realitat no va existir i només és una llegenda.
La seva neta Emma va emparentar amb la reialesa francesa. També el rei anglès Guillem el Conqueridor és descendent seu. L'any 2011 es va anunciar que es faria una investigació genètica amb les restes del seu net Ricard I de Normandia i del seu besnet Ricard II de Normandia per tal de comprendre millor els seus orígens i la relació amb la família reial britànica.